# Ротофрено
Ротофрено (итал. Rottofreno) је насеље у Италији у округу Пјаченца, региону Емилија-Ромања.
Према процени из 2011. у насељу је живело 1869 становника. Насеље се налази на надморској висини од 63 м.

## Становништво
Према резултатима пописа становништва 2011. у општини је живело 11.641 становника.
| 1931. | 1936. | 1951. | 1961. | 1971. | 1981. | 1991. | 2001. | 2011.  |
| ----- | ----- | ----- | ----- | ----- | ----- | ----- | ----- | ------ |
| 5.243 | 5.346 | 5.638 | 5.786 | 6.074 | 6.969 | 7.835 | 8.844 | 11.641 |